# Francesco Rondinelli
Francesco Rondinelli (Firenze, 4 ottobre 1589 – Firenze, 30 gennaio 1665) è stato un letterato, bibliotecario ed erudito italiano.

## Biografia
Nobile fiorentino, fu Bibliotecario del Granduca Ferdinando II, Elemosiniere della Granduchessa Vittoria Della Rovere e del Cardinale Leopoldo de' Medici. Fece parte dell'Accademia Fiorentina e di quella della Crusca.
Dopo la peste del 1630 Rondinelli fu tra i gentiluomini eletti per provvedere alla quarantena: era uno dei «Deputati sopra le Strade» e gli venne affidata una strada del Sestiere di Sant'Ambrogio, il che implicava la distribuzione quotidiana di viveri ai cittadini ivi abitanti, che erano obbligati a restare in casa.

## Opere
La sua opera più nota è la Relazione del contagio (Landini, Firenze 1634), cronaca delle pesti del 1630 e 1633. Francesco Rondinelli ideò il progetto iconografico per le Sale dei Pianeti di Pietro da Cortona e Ciro Ferri a Palazzo Pitti. Partecipò ai lavori per la terza impressione del Vocabolario degli Accademici della Crusca (1691) come membro della «Deputazione sopra la scelta delle composizioni da porsi in luce d'autori fiorentini» (1650), poi come membro della deputazione del latino (1658).